# Parti démocratique de Russie
Le Parti démocratique de Russie ou DPR (en russe : Демократи́ческая Па́ртия Росси́и, Demokratitcheskaïa Partia Rossii), est un parti politique russe, créé en 1990 par Nikolaï Travkine et dissous en novembre 2008 pour former Juste Cause avec d’autres partis. Le DPR défendait une idéologie libérale.
En 2005, Andreï Bogdanov est élu à la présidence du parti face à l’ancien premier ministre Mikhaïl Kassianov.
En juin 2007, le parti propose la tenue d’un référendum pour approuver l’entrée de la Russie dans l’Union européenne.
Lors des législatives de 2007, le parti obtient 0,13 % des voix et ne franchit pas le seuil de 7 % pour être représenté à la Douma d’État.
En 2008, Bogdanov est candidat à l’élection présidentielle russe de 2008 et obtient 1,30 % des voix.
En février 2012, Bogdanov refonde le parti.